# Eau Claire (Michigan)
Eau Claire – wieś w Stanach Zjednoczonych, w stanie Michigan, w hrabstwie Berrien.